# La revolta (Martinů)
La revolta (en txec Vzpoura), H. 151, és un ballet en un acte compost per Bohuslav Martinů el 1925. Es va estrenar al Teatre Nacional de Brno l'11 de febrer de 1928 dirigit per František Neumann. Posteriorment només hi va haver dues actuacions, una a Praga el 1969 i una altra a Ostrava el 1971.

## Moviments
- 1. Dansa de les aus - Dansa de ratolins
- 2. Lliçó de piano
- 3. Serenata de Harlequin
- 4. Dansa escena al bar
- 5. Final

## Origen i context
La tardor de 1923, Martinů va arribar a París per estudiar amb Albert Roussel. La revolta va ser composta el 1925, en aquesta etapa primerenca de composició. El llibret és del mateix Martinů. D'aquesta manera s'anticipava al que seria la seva primera òpera, El soldat i la ballarina (1926-1927) i amb l'intent de trencar els tòpics escènics establerts, tot omplint l'escena amb el moviment del ball i trencar la barrera entre actors i espectadors. A l'escenari apareixen notes negres i blanques, altes i baixes. Les notes més baixes són grosses i amb barba, mentre que les altes són primes i pàl·lides. Fins que es produeix la revolta per culpa d'uns abusos. La commoció general, en què els sons del foxtrot procedents d'un bar es veuen inundats per uns sorolls (una barreja de clàxons de cotxes i música gravada) s'interromp per un anunci de ràdio. Les notes fan una crida a una vaga general que és seguida per músics i lutiers, mentre que els crítics cometen suïcidis col·lectius, el gremi dels compositors entra en liquidació i Stravinski es refugia en una illa deserta al Pacífic.